# شاهید (فیلم)
شاهید (به هندی: Shahid) فیلمی محصول سال ۲۰۱۳ و به کارگردانی هانسال محتا است. در این فیلم بازیگرانی همچون راجکومار رائو، تیگمانشو دالیا، کی کی منون، پرابهلن ساندو ایفای نقش کرده‌اند.